# Макаммонд, Дин
Дин Макаммонд (англ. Dean McAmmond; род. 15 июня 1973, Grande Cache, Альберта) — канадский хоккеист, крайний нападающий.
На драфте НХЛ 1991 года был выбран в 1 раунде под общим 22 номером командой «Чикаго Блэкхокс». 24 февраля 1993 года обменян в «Эдмонтон Ойлерз». 20 марта 1999 года обменян в «Чикаго Блэкхокс». 13 марта 2001 года обменян в «Филадельфию Флайерз». 24 июня 2001 года обменян в «Калгари Флэймз». 1 октября 2002 года обменян в «Колорадо Эвеланш». 11 марта 2003 года обменян в «Калгари Флэймз». 9 августа 2005 года как неограниченно свободный агент подписал контракт с «Сент-Луис Блюз». 2 августа 2006 года как неограниченно свободный агент подписал контракт с «Оттавой Сенаторз».

## Статистика
```
                                            
                                             --- Regular Season ---  ---- Playoffs ----
Season   Team                        Lge    GP    G    A  Pts  PIM  GP   G   A Pts PIM
--------------------------------------------------------------------------------------
1989-90  Prince Albert Raiders       WHL    53   11   11   22   49  14   2   3   5  18
1990-91  Prince Albert Raiders       WHL    71   33   35   68  108   2   0   1   1   6
1991-92  Prince Albert Raiders       WHL    63   37   54   91  189  10  12  11  23  26
1991-92  Chicago Blackhawks          NHL     5    0    2    2    0   3   0   0   0   2
1992-93  Prince Albert Raiders       WHL    30   19   29   48   44  --  --  --  --  --
1992-93  Swift Current Broncos       WHL    18   10   13   23   29  17  16  19  35  20
1993-94  Cape Breton Oilers          AHL    28    9   12   21   38  --  --  --  --  --
1993-94  Edmonton Oilers             NHL    45    6   21   27   16  --  --  --  --  --
1994-95  Edmonton Oilers             NHL     6    0    0    0    0  --  --  --  --  --
1995-96  Cape Breton Oilers          AHL    22    9   15   24   55  --  --  --  --  --
1995-96  Edmonton Oilers             NHL    53   15   15   30   23  --  --  --  --  --
1996-97  Edmonton Oilers             NHL    57   12   17   29   28  --  --  --  --  --
1997-98  Edmonton Oilers             NHL    77   19   31   50   46  12   1   4   5  12
1998-99  Edmonton Oilers             NHL    65    9   16   25   36  --  --  --  --  --
1998-99  Chicago Blackhawks          NHL    12    1    4    5    2  --  --  --  --  --
1999-00  Chicago Blackhawks          NHL    76   14   18   32   72  --  --  --  --  --
2000-01  Chicago Blackhawks          NHL    61   10   16   26   43  --  --  --  --  --
2000-01  Philadelphia Flyers         NHL    10    1    1    2    0   4   0   0   0   2
2001-02  Calgary Flames              NHL    73   21   30   51   60  --  --  --  --  --
2002-03  Colorado Avalanche          NHL    41   10    8   18   10  --  --  --  --  --
2003-04  Calgary Flames              NHL    64   17   13   30   18  --  --  --  --  --
2004-05  Albany River Rats           AHL    79   19   42   61   72  --  --  --  --  --
2005-06  St. Louis Blues             NHL    78   15   22   37   32  --  --  --  --  --
2006-07  Ottawa Senators             NHL    81   14   15   29   28  18   5   3   8  11
2007-08  Ottawa Senators             NHL    68    9   13   22   12   4   0   0   0   4
2008-09  Ottawa Senators             NHL    44    3    4    7   16  --  --  --  --  --
2008-09  New York Islanders          NHL    18    2    7    9    8  --  --  --  --  --
--------------------------------------------------------------------------------------
         NHL Totals                        934  178  253  431  450  41   6   7  13  31

```